# Saint-Géraud
Cet article concerne la commune du département de Lot-et-Garonne. Pour celle de la Dordogne, voir Saint-Géraud-de-Corps.
Saint-Géraud est une commune du Sud-Ouest de la France, située dans le département de Lot-et-Garonne, en région Nouvelle-Aquitaine.

## Géographie

### Localisation
Commune située à une dizaine de kilomètres au nord de Marmande. C'est une commune limitrophe avec le département de la Gironde.

### Communes limitrophes
Les communes limitrophes sont Taillecavat, Castelnau-sur-Gupie, Cours-de-Monségur, Saint-Vivien-de-Monségur, Caubon-Saint-Sauveur et Lévignac-de-Guyenne.
| Cours-de-Monségur (Gironde)        | Taillecavat (Gironde) |                     |
| Saint-Vivien-de-Monségur (Gironde) | Saint-Géraud          | Lévignac-de-Guyenne |
| Castelnau-sur-Gupie                | Caubon-Saint-Sauveur  |                     |

### Climat
Pour des articles plus généraux, voir Climat de la Nouvelle-Aquitaine et Climat de Lot-et-Garonne.
Historiquement, la commune est exposée à un climat océanique aquitain.  
En 2020, Météo-France publie une typologie des climats de la France métropolitaine dans laquelle la commune est exposée à un climat océanique et est dans la région climatique Aquitaine, Gascogne, caractérisée par une pluviométrie abondante au printemps, modérée en automne, un faible ensoleillement au printemps, un été chaud (19,5 °C), des vents faibles, des brouillards fréquents en automne et en hiver et des orages fréquents en été (15 à 20 jours).
Pour la période 1971-2000, la température annuelle moyenne est de 13 °C, avec une amplitude thermique annuelle de 14,9 °C. Le cumul annuel moyen de précipitations est de 821 mm, avec 11,1 jours de précipitations en janvier et 6,8 jours en juillet. Pour la période 1991-2020, la température moyenne annuelle observée sur la station météorologique la plus proche, située sur la commune de Talence à 20 km à vol d'oiseau, est de 14,3 °C et le cumul annuel moyen de précipitations est de 884,0 mm,. Pour l'avenir, les paramètres climatiques de la commune estimés pour 2050 selon différents scénarios d’émission de gaz à effet de serre sont consultables sur un site dédié publié par Météo-France en novembre 2022.

## Urbanisme

### Typologie
Au 1er janvier 2024, Saint-Géraud est catégorisée commune rurale à habitat très dispersé, selon la nouvelle grille communale de densité à sept niveaux définie par l'Insee en 2022.
Elle est située hors unité urbaine. Par ailleurs la commune fait partie de l'aire d'attraction de Marmande, dont elle est une commune de la couronne,. Cette aire, qui regroupe 48 communes, est catégorisée dans les aires de 50 000 à moins de 200 000 habitants,.

### Occupation des sols

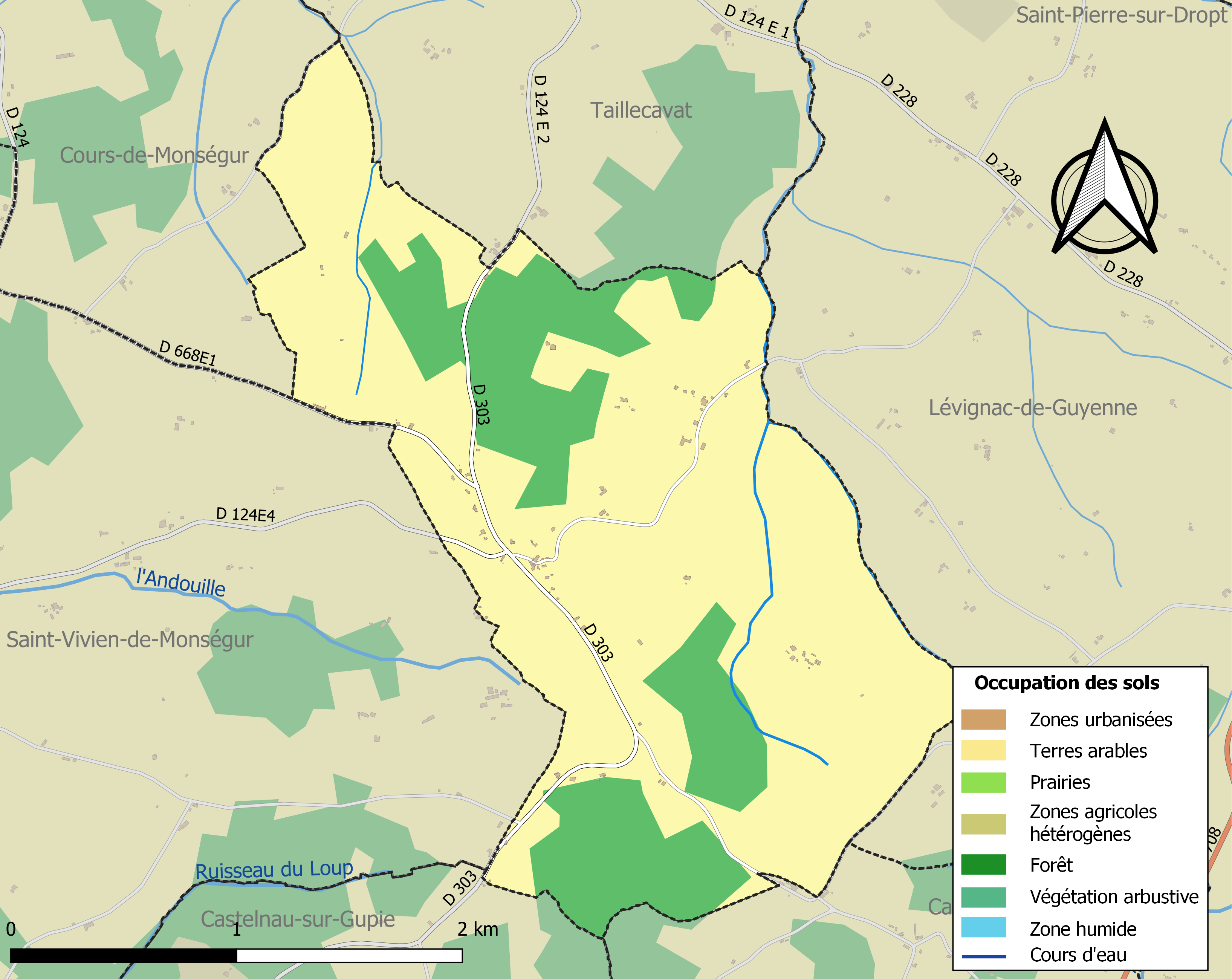
Carte des infrastructures et de l'occupation des sols de la commune en 2018 (CLC).

L'occupation des sols de la commune, telle qu'elle ressort de la base de données européenne d’occupation biophysique des sols Corine Land Cover (CLC), est marquée par l'importance des territoires agricoles (76,7 % en 2018), en diminution par rapport à 1990 (79 %). La répartition détaillée en 2018 est la suivante : 
terres arables (76,4 %), forêts (23,3 %), cultures permanentes (0,4 %). L'évolution de l’occupation des sols de la commune et de ses infrastructures peut être observée sur les différentes représentations cartographiques du territoire : la carte de Cassini (XVIIIe siècle), la carte d'état-major (1820-1866) et les cartes ou photos aériennes de l'IGN pour la période actuelle (1950 à aujourd'hui).

### Risques majeurs
Le territoire de la commune de Saint-Géraud est vulnérable à différents aléas naturels : météorologiques (tempête, orage, neige, grand froid, canicule ou sécheresse), mouvements de terrains et séisme (sismicité très faible). Un site publié par le BRGM permet d'évaluer simplement et rapidement les risques d'un bien localisé soit par son adresse soit par le numéro de sa parcelle.
Les mouvements de terrains susceptibles de se produire sur la commune sont des tassements différentiels.

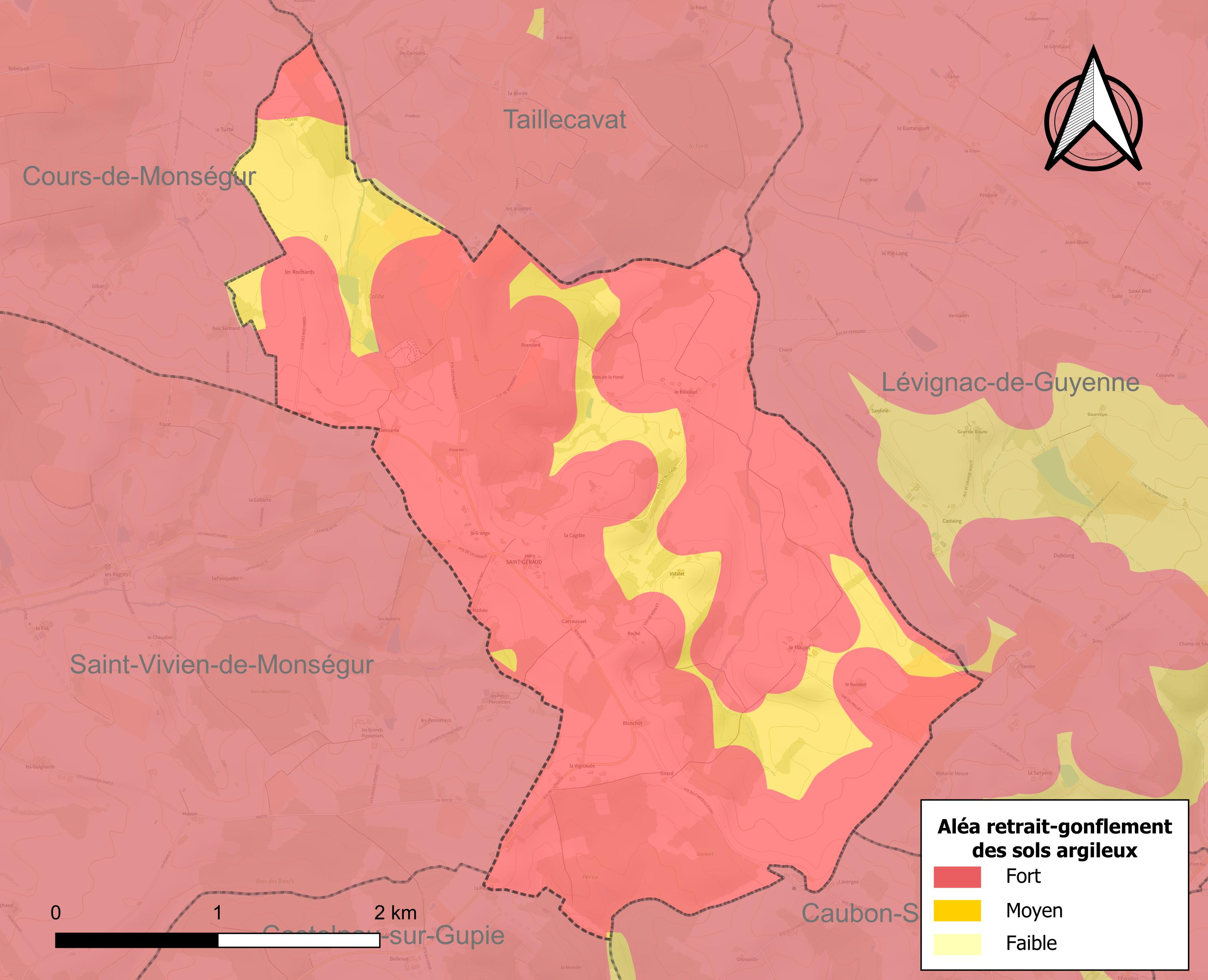
Carte des zones d'aléa retrait-gonflement des sols argileux de Saint-Géraud.

Le retrait-gonflement des sols argileux est susceptible d'engendrer des dommages importants aux bâtiments en cas d’alternance de périodes de sécheresse et de pluie. La totalité de la commune est en aléa moyen ou fort (91,8 % au niveau départemental et 48,5 % au niveau national). Depuis le 1er octobre 2020, en application de la loi ELAN, différentes contraintes s'imposent aux vendeurs, maîtres d'ouvrages ou constructeurs de biens situés dans une zone classée en aléa moyen ou fort,.
La commune a été reconnue en état de catastrophe naturelle au titre des dommages causés par les inondations et coulées de boue survenues en 1982, 1983, 1999 et 2009, par la sécheresse en 2003 et 2011 et par des mouvements de terrain en 1999.

## Toponymie
Le nom de la commune provient de Geraldus, nom du seigneur d'Aurillac qui fonda une abbaye à son nom en 894 et qui mourut en 909.
Le nom gascon de la commune est Sent Guiraud.

## Histoire
De 1839 à 1868, La commune a été rattachée à celle voisine de Lévignac-de-Guyenne.

## Politique et administration
| Période                                  | Période   | Identité           | Étiquette | Qualité  |
| ---------------------------------------- | --------- | ------------------ | --------- | -------- |
| Les données manquantes sont à compléter. |           |                    |           |          |
| mars 1980                                | mars 2014 | Jean-Paul Greiller |           | Retraité |
| mars 2014                                | mai 2020  | Dimitri Zago       | DVG       |          |
| mai 2020                                 | En cours  | Denis Morvan       |           |          |

## Démographie
L'évolution du nombre d'habitants est connue à travers les recensements de la population effectués dans la commune depuis 1793. Pour les communes de moins de 10 000 habitants, une enquête de recensement portant sur toute la population est réalisée tous les cinq ans, les populations de référence des années intermédiaires étant quant à elles estimées par interpolation ou extrapolation. Pour la commune, le premier recensement exhaustif entrant dans le cadre du nouveau dispositif a été réalisé en 2006.

En 2022, la commune comptait 86 habitants, en évolution de −5,49 % par rapport à 2016 (Lot-et-Garonne : −0,18 %, France hors Mayotte : +2,11 %).
| 1793 | 1800 | 1806 | 1821 | 1831 | 1836 | 1866 | 1872 | 1876 |
| ---- | ---- | ---- | ---- | ---- | ---- | ---- | ---- | ---- |
| 273  | 264  | 323  | 247  | 252  | 259  | 209  | 210  | 208  |

| 1881 | 1886 | 1891 | 1896 | 1901 | 1906 | 1911 | 1921 | 1926 |
| ---- | ---- | ---- | ---- | ---- | ---- | ---- | ---- | ---- |
| 178  | 188  | 142  | 141  | 147  | 127  | 128  | 125  | 128  |

| 1931 | 1936 | 1946 | 1954 | 1962 | 1968 | 1975 | 1982 | 1990 |
| ---- | ---- | ---- | ---- | ---- | ---- | ---- | ---- | ---- |
| 124  | 118  | 133  | 124  | 128  | 101  | 86   | 73   | 63   |

| 1999 | 2006 | 2011 | 2016 | 2021 | 2022 | - | - | - |
| ---- | ---- | ---- | ---- | ---- | ---- | - | - | - |
| 66   | 67   | 84   | 91   | 88   | 86   | - | - | - |

Les populations des années 1841, 1846, 1851, 1856 et 1861 ne sont pas spécifiées car Saint-Géraud a été rattachée à Lévignac-de-Guyenne de 1839 à 1868.

## Culture locale et patrimoine

### Lieux et monuments
- L’église Saint-Géraud est une petite église romane du XIIe siècle, agrandie au XVe siècle, puis remaniée au XIXe siècle[27] et surmontée d'un clocher-mur à deux baies.

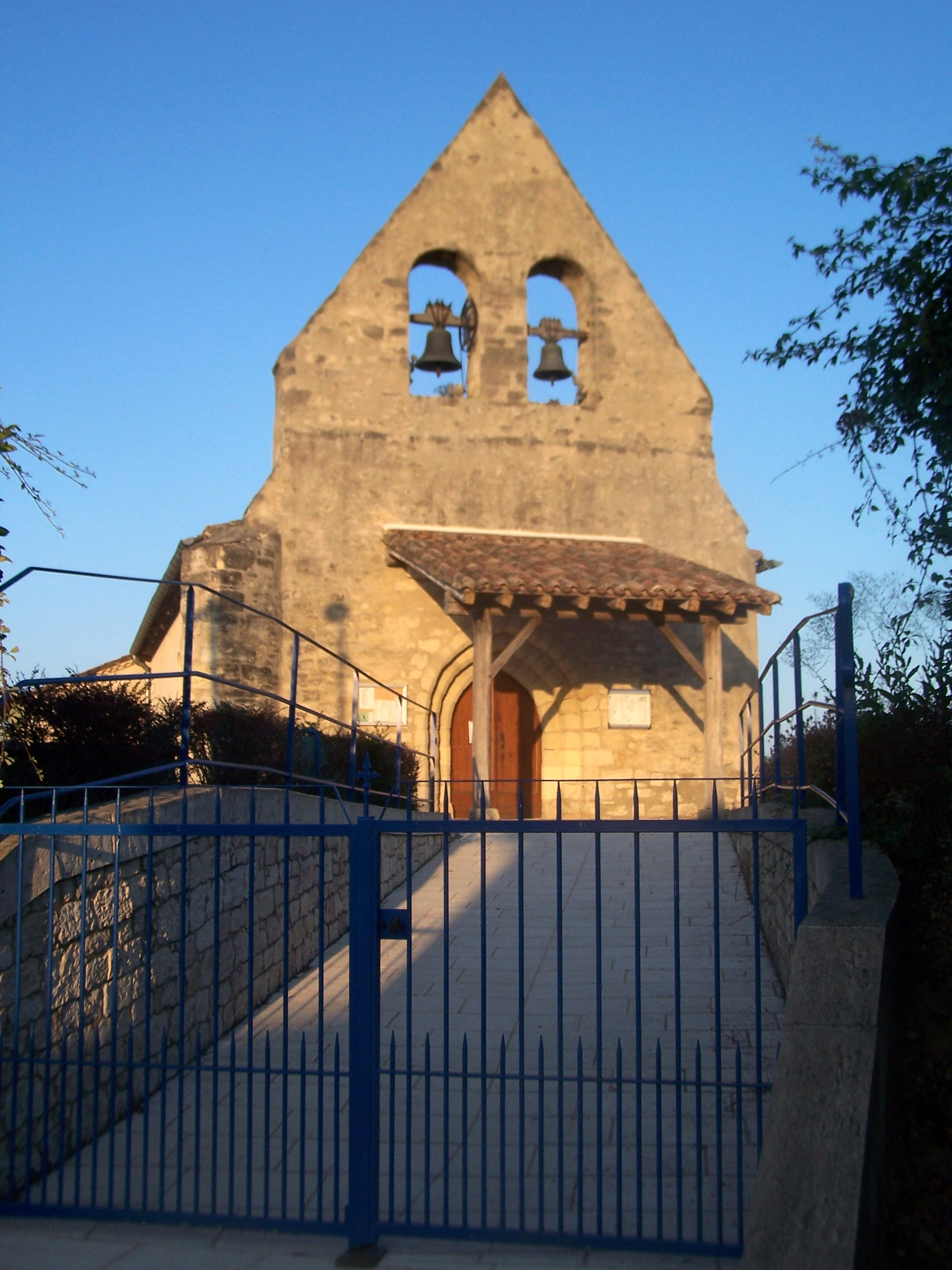
Façade ouest de l'église Saint-Géraud (juillet 2015)
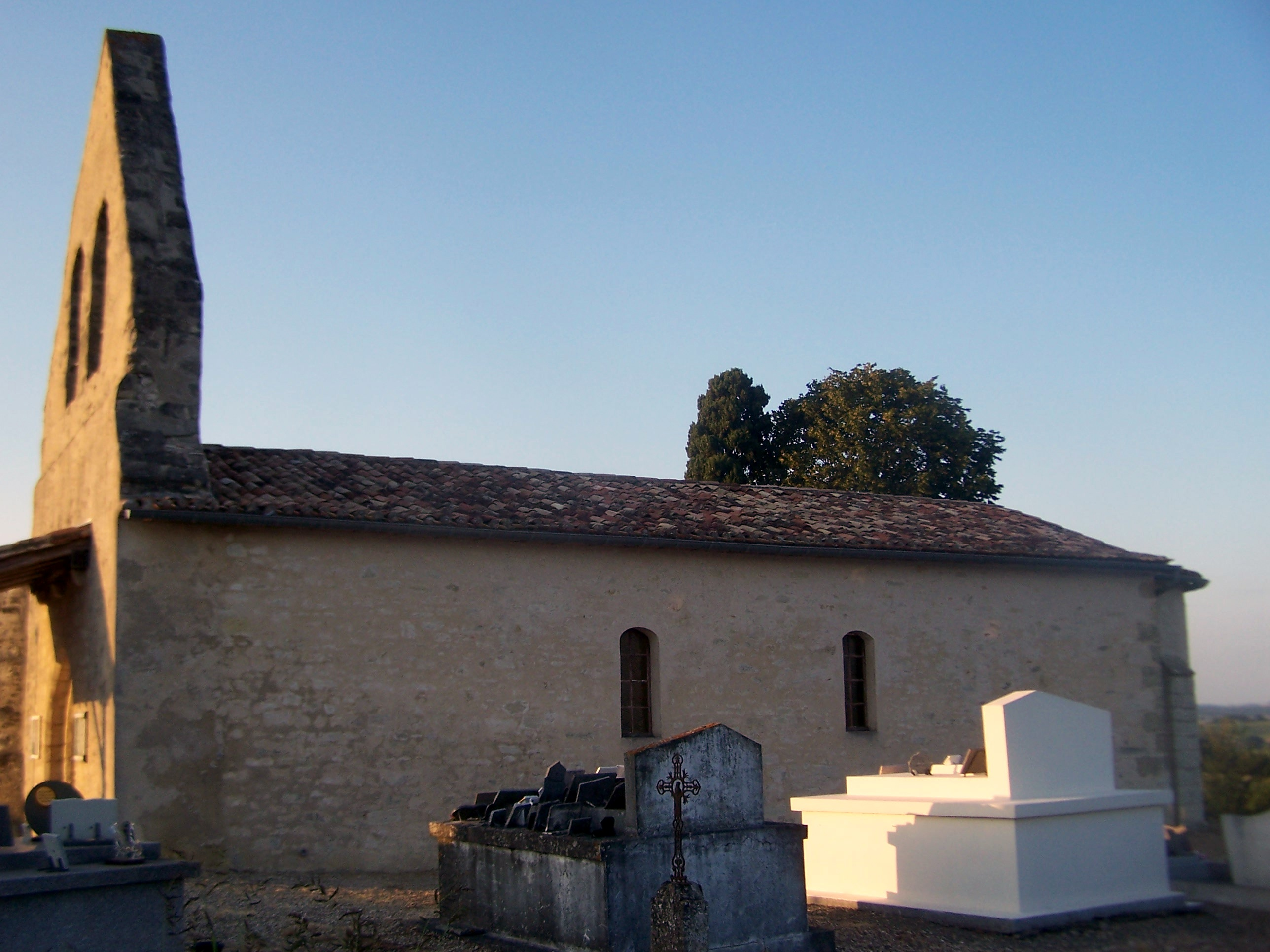
Vue latérale sud de l'église (juillet 2015)
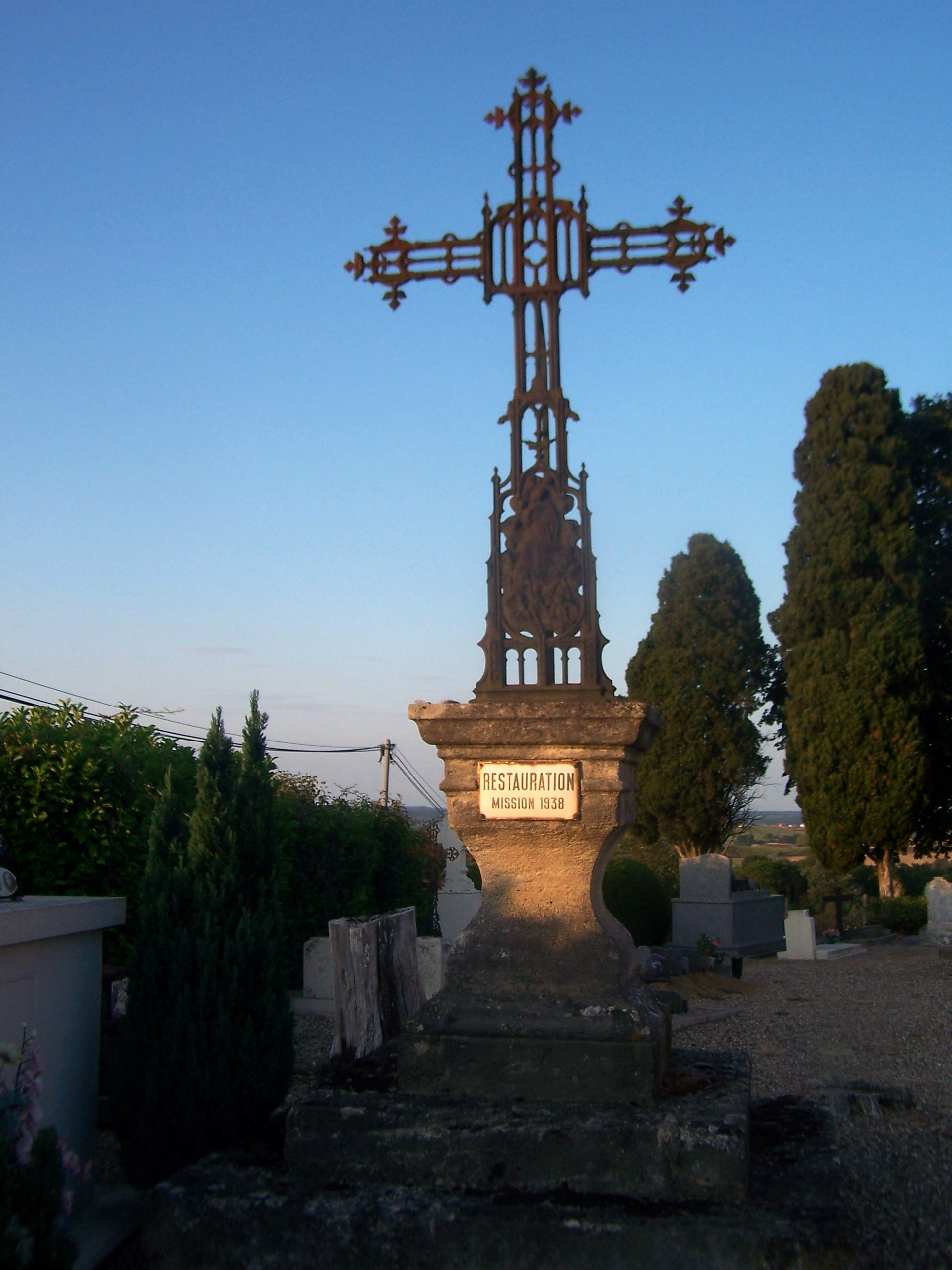
Croix de mission dans le cimetière ceignant l'église (juillet 2015)
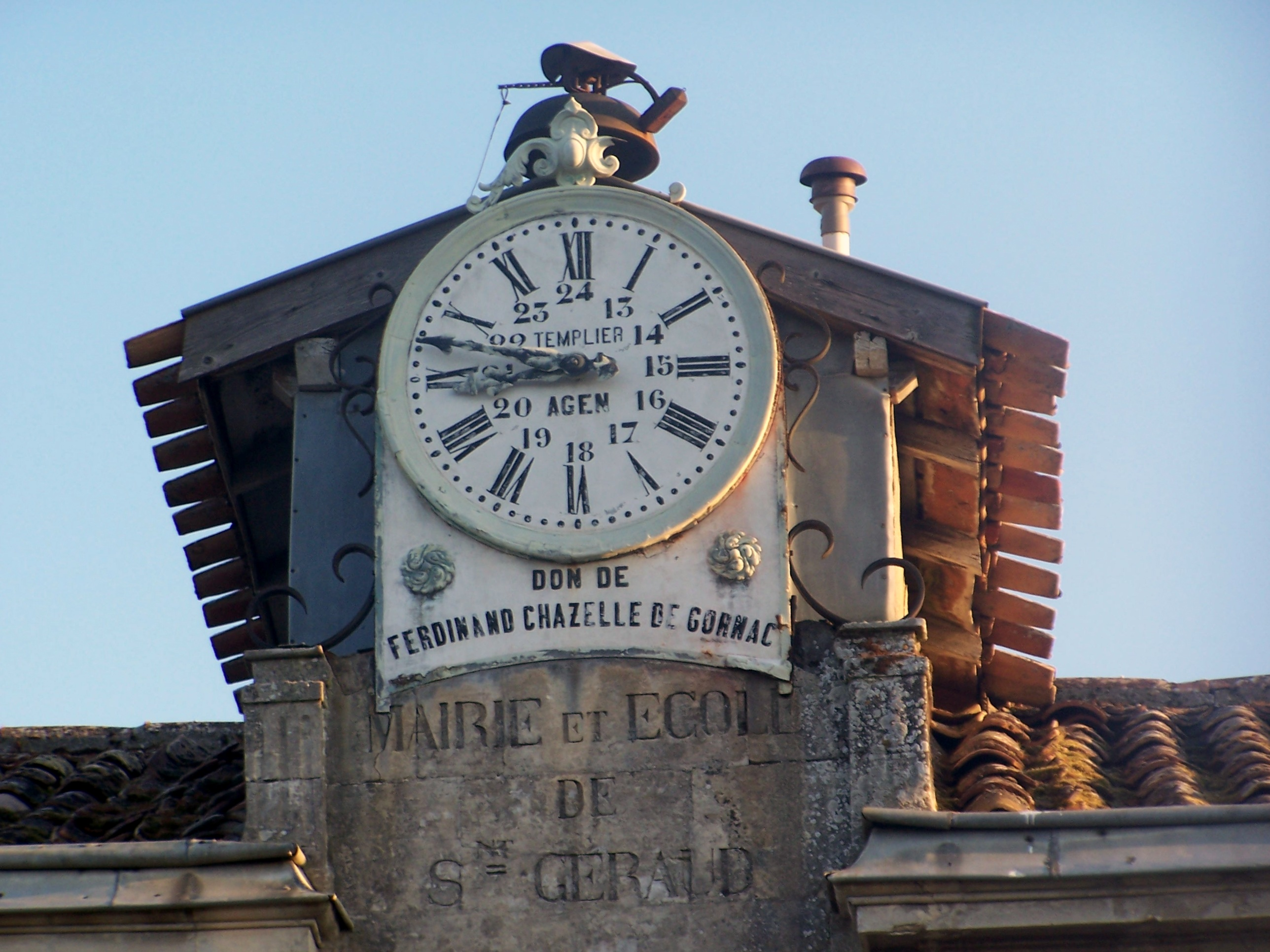
Vieille pendule sur un chien-assis de l'ancienne mairie-école (juillet 2015)
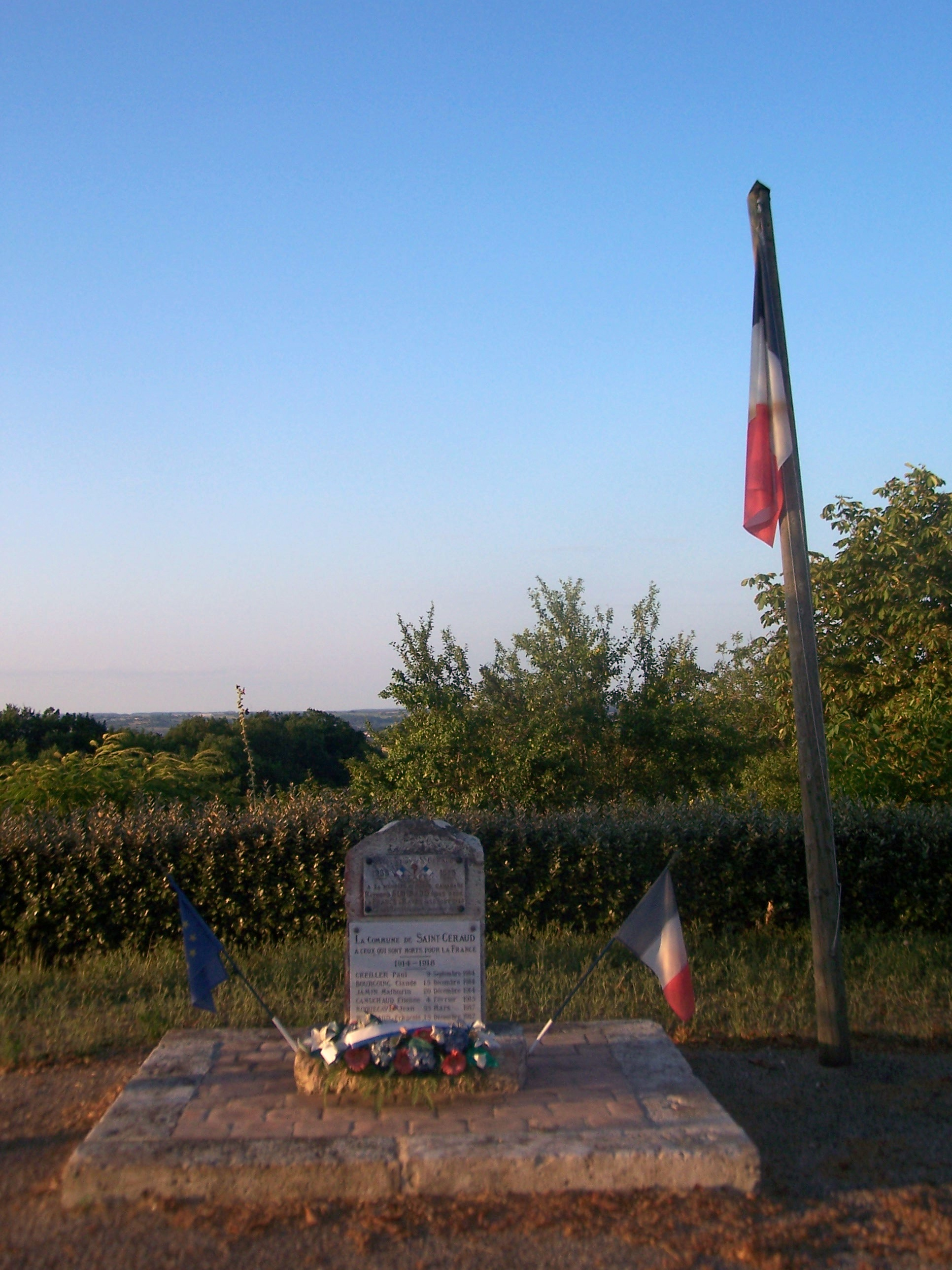
Le monument aux morts à proximité de la mairie (juillet 2015)